# SOCS3
SOCS3 (англ. Suppressor of cytokine signaling 3) – білок, який кодується однойменним геном, розташованим у людей на короткому плечі 17-ї хромосоми. Довжина поліпептидного ланцюга білка становить 225 амінокислот, а молекулярна маса — 24 770.
| 10         |  | 20         |  | 30         |  | 40         |  | 50         |
| ---------- |  | ---------- |  | ---------- |  | ---------- |  | ---------- |
| MVTHSKFPAA |  | GMSRPLDTSL |  | RLKTFSSKSE |  | YQLVVNAVRK |  | LQESGFYWSA |
| VTGGEANLLL |  | SAEPAGTFLI |  | RDSSDQRHFF |  | TLSVKTQSGT |  | KNLRIQCEGG |
| SFSLQSDPRS |  | TQPVPRFDCV |  | LKLVHHYMPP |  | PGAPSFPSPP |  | TEPSSEVPEQ |
| PSAQPLPGSP |  | PRRAYYIYSG |  | GEKIPLVLSR |  | PLSSNVATLQ |  | HLCRKTVNGH |
| LDSYEKVTQL |  | PGPIREFLDQ |  | YDAPL      |  |            |  |            |

A: Аланін

C: Цистеїн

D: Аспарагінова кислота

E: Глутамінова кислота

F: Фенілаланін

G: Гліцин

H: Гістидин

I: Ізолейцин

K: Лізин

L: Лейцин

M: Метіонін

N: Аспарагін

P: Пролін

Q: Глутамін

R: Аргінін

S: Серин

T: Треонін

V: Валін

W: Триптофан

Кодований геном білок за функціями належить до фосфопротеїнів, інгібіторів передачі внутрішньоклітинних сигналів. 
Задіяний у таких біологічних процесах, як убіквітинування білків, регуляція росту. 